# Osteosklerose
Als Osteosklerose (Synonym: Eburnisation, Eburneation, von altgriechisch ὀστούν ostoun, deutsch ‚Knochen‘ und
σκληρός sklēros, deutsch ‚hart‘) wird eine Sklerose (Verhärtung) des Knochengewebes bezeichnet. Diese tritt als lokales oder generalisiertes übermäßiges Wachstum (Hypertrophie) von Knochengewebe auf, wobei die Belastbarkeit vermindert wird.

## Primäre Form
Als primäre Form kommt sie (generalisiert) bei der Osteopetrose (Marmorknochenkrankheit), dem Engelmann-Syndrom, der Melorheostose und weiteren, seltenen Syndromen vor, so beim Lenz-Majewski-Syndrom, Tricho-dento-ossäres Syndrom, Trichothidystrophie Typ G oder dem Raine-Syndrom, ferner bei der infantilen malignen Osteopetrose, bei der Osteopathia striata - kraniale Sklerose, der Pyknodysostose, der Osteopoikilose (Buschke-Ollendorff-Syndrom) oder  zusammen mit Leukozytenadhäsionsdefekten.
Weitere Syndrome finden sich unter Primäre Knochendysplasie mit erhöhter Knochendichte.

## Sekundäre Form
Sekundäre Formen sind Folgen anderer Krankheitsbilder wie Entzündungen, Tumoren oder Nierenerkrankungen. 
Ein Beispiel ist die renale Osteodystrophie, die Osteodystrophia deformans, die Osteomyelofibrose, die Hypervitaminose D, der Hypoparathyreoidismus oder das Schnitzler-Syndrom.
Osteosklerose kann auch durch eine chronische, stark überhöhte Fluoridaufnahme verursacht werden. Man spricht dann von einer Fluorose. Betroffen sind dabei hauptsächlich das Becken, die Wirbelsäule und die Rippen; im unteren Wirbelsäulen- und Kreuzbeinbereich können Schmerzen auftreten.